# ソールレデイ
ソールレデイ（1936年3月31日 - 1946年6月）は、日本の競走馬。1939年に第1回中山四歳牝馬特別（後の桜花賞）で優勝した。

## 経歴
1936年、官営の下総御料牧場で生産される。父は小岩井農場のシアンモアと共に当時の二大種牡馬であったトウルヌソル。母・星浜はアメリカからの輸入馬（下総御料牧場の基礎輸入牝馬）で、本馬の姉兄にはすでにピアスアロートマス（農林省賞典など12勝）、アヅマダケ（目黒記念、横浜特別など8勝）といった活躍馬がいた。3歳時に御料牧場で開催されたセリ市において3万400円で落札。なお、当年の最高額はクモハタ（1939年日本ダービー優勝、JRA顕彰馬）の3万7600円であった。
1939年4月2日、天才騎手との評もあった石毛彦次郎を鞍上に中山競馬場の新呼馬戦でデビューし、ハレルヤから5馬身差の2着。翌週に迎えた2戦目に、当年より創設された中山四歳牝馬特別に臨んだ。後に距離1600メートルで定着する競走であるが、当時は1800メートルであった。出走馬6頭のうち前走の勝利馬ハレルヤを除く5頭すべてが未勝利という顔ぶれで、ハレルヤ有力の下馬評であったが、重馬場を不得手とし大外を回った同馬の間隙をついてソールレデイが勝利を挙げ、後に「桜花賞」と呼ばれる競走の第1回優勝馬として名を残すこととなった。なお、この競走は当時から4歳クラシック競走として「英国に於ける一千ギニー競走に相当する」位置づけであったが、実態としては東京優駿（日本ダービー）への一前哨戦であったともされる。翌年の優勝馬タイレイも未勝利馬であったが、日本国内の五大クラシックのうち未勝利馬が優勝した記録があるのは桜花賞のみである。
その後は同年創設の横浜農林省賞典四歳呼馬（後の皐月賞）で5着、東京優駿で14着など振るわず、1939年は12戦して中山四歳牝馬特別の1勝のみ、翌1940年も17戦未勝利に終わった。1941年からは障害競走に転向し、19戦5勝の成績を挙げた。敗戦の中には障害の最高競走・中山農林省賞典障害（春）でライハルオンとハナ差の2着がある。なお、クラシック優勝馬の入障はこれが史上初の例であり、他に1939年の阪神優駿牝馬優勝馬ホシホマレ、1963年の桜花賞優勝馬ミスマサコ、1965年の菊花賞優勝馬ダイコーター、2010年の菊花賞優勝馬ビッグウィークの4例がある。
競走馬引退後の1942年より「雲浜」と改名され下総御料牧場で繁殖牝馬となったが、ダイオライトとの間に産んだ初年度産駒は競走馬となる前に死亡、2年目の産駒（父ダイオライト）は流産、3・4年目はいずれも不受胎となり、1頭の産駒も残さず1946年6月に死亡した。

## 血統表
| ソールレデイの血統（ゲインズバラ系 / Galicia4×5＝9.38%、Hampton5×5=6.25%（父内） St. Simon5×5=6.25%（父内）） | ソールレデイの血統（ゲインズバラ系 / Galicia4×5＝9.38%、Hampton5×5=6.25%（父内） St. Simon5×5=6.25%（父内）） | ソールレデイの血統（ゲインズバラ系 / Galicia4×5＝9.38%、Hampton5×5=6.25%（父内） St. Simon5×5=6.25%（父内）） | （血統表の出典）   | （血統表の出典） |
| 父 *トウルヌソル Tournesol 1922 鹿毛 イギリス                                                                 | 父の父Gainsborough 1915 鹿毛 イギリス                                                                         | Bayardo | Bay Ronald         | Bay Ronald       |
| 父 *トウルヌソル Tournesol 1922 鹿毛 イギリス                                                                 | 父の父Gainsborough 1915 鹿毛 イギリス                                                                         | Bayardo | Galicia            |                  |
| 父 *トウルヌソル Tournesol 1922 鹿毛 イギリス                                                                 | 父の父Gainsborough 1915 鹿毛 イギリス                                                                         | Rosedrop | St.Frusquin        | St.Frusquin      |
| 父 *トウルヌソル Tournesol 1922 鹿毛 イギリス                                                                 | 父の父Gainsborough 1915 鹿毛 イギリス                                                                         | Rosedrop | Rosaline           |                  |
| 父 *トウルヌソル Tournesol 1922 鹿毛 イギリス                                                                 | 父の母Soliste 1910 黒鹿毛 イギリス                                                                            | Prince William                                                                                                | Bill of Portland   | Bill of Portland |
| 父 *トウルヌソル Tournesol 1922 鹿毛 イギリス                                                                 | 父の母Soliste 1910 黒鹿毛 イギリス                                                                            | Prince William                                                                                                | La Vierge          |                  |
| 父 *トウルヌソル Tournesol 1922 鹿毛 イギリス                                                                 | 父の母Soliste 1910 黒鹿毛 イギリス                                                                            | Sees | Chesterfield       | Chesterfield     |
| 父 *トウルヌソル Tournesol 1922 鹿毛 イギリス                                                                 | 父の母Soliste 1910 黒鹿毛 イギリス                                                                            | Sees | La Goulue          |                  |
| 母 *星浜 Valiant Lady 1929 鹿毛 アメリカ                                                                      | 母の父Under Fire 1916 鹿毛 イギリス                                                                           | Swynford | John o'Gaunt       | John o'Gaunt     |
| 母 *星浜 Valiant Lady 1929 鹿毛 アメリカ                                                                      | 母の父Under Fire 1916 鹿毛 イギリス                                                                           | Swynford | Galicia            |                  |
| 母 *星浜 Valiant Lady 1929 鹿毛 アメリカ                                                                      | 母の父Under Fire 1916 鹿毛 イギリス                                                                           | Startling | Laveno             | Laveno           |
| 母 *星浜 Valiant Lady 1929 鹿毛 アメリカ                                                                      | 母の父Under Fire 1916 鹿毛 イギリス                                                                           | Startling | Astrology          |                  |
| 母 *星浜 Valiant Lady 1929 鹿毛 アメリカ                                                                      | 母の母Pepsin 1925 黒鹿毛 アメリカ                                                                             | Chicle | Spearmint          | Spearmint        |
| 母 *星浜 Valiant Lady 1929 鹿毛 アメリカ                                                                      | 母の母Pepsin 1925 黒鹿毛 アメリカ                                                                             | Chicle | Lady Hamburg       |                  |
| 母 *星浜 Valiant Lady 1929 鹿毛 アメリカ                                                                      | 母の母Pepsin 1925 黒鹿毛 アメリカ                                                                             | Splendid Jay                                                                                                  | Kwan Su            | Kwan Su          |
| 母 *星浜 Valiant Lady 1929 鹿毛 アメリカ                                                                      | 母の母Pepsin 1925 黒鹿毛 アメリカ                                                                             | Splendid Jay                                                                                                  | Popingaol F-No.1-n |                  |